# Lemon Incest

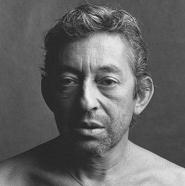
Serge Gainsbourg

Lemon Incest je francouzská píseň z roku 1984, kterou nazpívali jako duet Serge Gainsbourg a jeho dcera Charlotte Gainsbourgová. Text napsal Serge Gainsbourg na melodii Chopinovy svatební písně známé jako Tristesse. Název skladby je slovní hříčka založená na tom, že ve francouzštině je slovo incest souzvučné s výrazem "un zeste" (citrónová kůra). Píseň vyvolala velký skandál jako oslava pedofilie - Charlotte měla v té době třináct let a ve videoklipu leží s otcem polonahá v posteli. Na podzim 1985 byl Lemon Incest na druhém místě francouzské hitparády.